# Raja Casablanca
Raja de Casablanca (arabisch نادي الرجاء الرياضي, DMG Nādī r-Raǧāʾ ar-riyāḍī) ist ein marokkanischer Sportverein aus Casablanca, der vor allem für seine Fußballmannschaft bekannt ist, die in der Botola spielt. Er gilt als Verein der Arbeiterklasse.
Raja Casablanca, eine der populärsten Mannschaften in Marokko, zählt längst auch auf kontinentaler Ebene zu den Topklubs. Im eigenen Land steht Raja seit jeher in Rivalität mit Wydad Casablanca. Das Derby, welches 1957 erstmals ausgetragen wurde und mit einem Sieg von Raja (1-0) endete, ist nicht nur ein sportliches Ereignis, sondern auch ein wichtiger Teil der sozialen und kulturellen Identität in Casablanca.

## Geschichte

### Allgemeines
Der Verein wurde 1949 von marokkanischen Nationalisten in der französischen Kolonie gegründet. Daher spielten damals ausschließlich marokkanische Spieler für den Verein. Der Spielbetrieb wurde in der Division d'Honneur, der niedrigsten marokkanischen Liga aufgenommen. Es gelang der direkte Durchmarsch in die erste Liga, in der man seit 1951 spielt. Jahrelang war die Mannschaft in der Liga für ihren unterhaltsamen, allerdings erfolglosen Fußball bekannt, ehe 1988 der erste Meistertitel errungen wurde, dem mittlerweile zehn weitere gefolgt sind.

### Zahlreiche Titel
Neben Wydad Casablanca und FAR Rabat kann auch Raja Casablanca auf eine umfangreiche Trophäensammlung verweisen. Anders als seine beiden unmittelbaren Konkurrenten, die ihre Titel zwischen den 1950er und 1970er Jahren sowie zu Beginn der 1990er Jahre (Wydad Casablanca) bzw. zwischen den 1960er und 1980er Jahren (FAR Rabat) errangen, setzte die eigentliche Blütezeit von Raja erst am Ende der 80er Jahre ein. Die Raja-Fans mussten fast 40 Jahre warten, bis ihre Mannschaft im Jahr 1988 – unter ihrem ersten ausländischen Trainer, dem Portugiesen Fernando Cabrita – zum ersten Mal marokkanischer Meister wurde. Jener Titelgewinn leitete eine neue Epoche ein, die dem Klub schließlich binnen der Rekordzeit von acht Jahren (1996–2004) sieben weitere Meistertitel bescherte.
Zwischen 1996 und 2001 war Raja in der marokkanischen Meisterschaft die klar dominierende Mannschaft und holte sechs Titel in Folge. Eine Erfolgsserie, die bislang kein anderer marokkanischer Klub aufweisen kann. Den absoluten Höhepunkt ihres Triumphzuges erlebte die Mannschaft im Jahr 1999, als Raja nach Siegen in der CAF Champions League, im Afrikanischen Super-Cup und im Afro-Asiatischen Pokalwettbewerb die erfolgreichste Klubmannschaft in Afrika wurde.
Folglich qualifizierte sich Raja Casablanca auch für die FIFA-Klubweltmeisterschaft 2000, die in Brasilien ausgetragen wurde. Dort schieden die Marokkaner nach drei Niederlagen gegen Corinthians São Paulo (0:2), Al Nassr (3:4) und Real Madrid (2:3) aus.
Darüber hinaus gewann Raja Casablanca acht Mal den marokkanischen Pokal.
Und auch auf der internationalen Bühne konnte Raja inzwischen mehrere Trophäen nach Casablanca holen. Während die Marokkaner im wichtigsten kontinentalen Klubwettbewerb, der CAF Champions League, bislang drei Mal (1989, 1997, 1999) zu Siegerehren kamen, gewannen sie jeweils ein Mal den CAF Cup (2003), den Afrikanischen Super-Cup (2003) den Afroasiatischen Pokal (1998) und die Arabische Champions League (2006).
In der Saison 2012/13 gewann die Mannschaft das Double. Als Meister des Gastgeberlandes qualifizierte man sich damit für die FIFA-Klub-Weltmeisterschaft 2013. Raja Casablanca erreichte nach drei Siegen in Folge überraschenderweise das Finale des Turniers, in dem man dem UEFA-Champions-League-Sieger FC Bayern München mit 0:2 unterlag.

### Historisches Logo

Historisches Logo von 1949 bis 2000

## Erfolge

### National
- Marokkanische Meisterschaft (13)
  - Sieger: 1988, 1996, 1997, 1998, 1999, 2000, 2001, 2004, 2009, 2011, 2013, 2020, 2024
- Marokkanischer Pokal (9)
  - Sieger: 1974, 1977, 1982, 1996, 2002, 2005, 2012, 2017, 2023

### International
- CAF Champions League (3)
  - Sieger: 1989, 1997, 1999
- CAF Cup (1)
  - Sieger: 2003
- CAF Confederation Cup (2)
  - Sieger: 2018, 2021
- Afrikanischer Super Cup (2)
  - Sieger: 2000, 2019
- Afroasiatischer Pokal (1)
  - Sieger: 1998
- UAFA Cup (1)
  - Sieger: 2006, 2019
- UNAF Champions Cup (1)
  - Sieger: 2015
  - Sieger: 2004
- Arab Summer Cup (1)

- FIFA-Klub-Weltmeisterschaft
  - Finalist: 2013

## Stadion
Raja Casablanca bestreitet seine Heimspiele im Stade Mohammed V (benannt nach König Mohammed V.), das sich inmitten eines größeren Areals mit mehreren Sportanlagen im Stadtteil Maarif befindet. Die Nutzung der Spielstätte erfolgt gemeinsam mit dem Stadtrivalen Wydad. Das am 6. März 1955 eingeweihte Stadion bietet Platz für 55.000 Zuschauer und wurde bereits mehrfach umgebaut und modernisiert. Im Jahr 2007 wurde das Spielfeld komplett erneuert und durch eine mit Kunstrasen versetzte Rasenfläche von international anerkannter Qualität ersetzt. Bei dieser Gelegenheit wurden auch die Sitzplätze der Ehren- und Seitentribünen modernisiert und die Laufbahn für Leichtathletik-Wettkämpfe erneuert.

## Bekannte Spieler und Trainer

### Spieler
| Name des Spielers   | Zeitraum   |
| ------------------- | ---------- |
| Soufiane Alloudi    | 2002–2007  |
| Salaheddine Bassir  | 1990–1995  |
| Mustapha Bidoudane  | ?          |
| Mohamed Fakhir      | 1972–1982  |
| Abdellatif Fellaini | ?          |
| Ousman Jallow       | 2006–2007  |
| Yssouf Koné         | 2002–2003  |
| Omar Nejjary        | 1990–2009  |
| Mohamed Oulhaj      | 2006–heute |
| Abdou Razack Traoré | 2005–2006  |
| Koukou Djédjé Hiler | 2008–heute |

### Trainer
| Name des Trainers         | Zeitraum  | Bemerkung                                                     |
| ------------------------- | --------- | ------------------------------------------------------------- |
| Walter Meeuws             | 2002–2003 |                                                               |
| Abdellah Blinda           |           |                                                               |
| Rabah Saâdane             | 1989      |                                                               |
| Walentin Kosmitsch Iwanow | 1992–1993 |                                                               |
| Vahid Halilhodžić         | 1997–1998 | • 1998: Groupement National de Football                       |
| Valdeir Vieira            | 2000      | • 2000: CAF Super Cup • 2000: Groupement National de Football |
| Alexandru Moldovan        | 2001–2002 |                                                               |
| Acácio Casimiro           | 2003–2004 | • 2004: Groupement National de Football                       |
| Henri Stambouli           | 2004–2005 |                                                               |
| Alexandru Moldovan        | 2005–2006 | • 2006: Arabische Champions League                            |
| Oscar Fulloné             | 2005–2006 |                                                               |
| Carlos Mozer              | 2009      |                                                               |
| José Romão                | 2009–2010 |                                                               |
| Henri Michel              | 2010      |                                                               |
| Ilie Balaci               | 2011      |                                                               |
| Mohamed Fakhir            | 2011–2013 |                                                               |
| Faouzi Benzarti           | 2013–2014 |                                                               |
| Abdelhak Benchikha        | 2014      |                                                               |